# Georges Kuhnholtz-Lordat
Pour les articles homonymes, voir Lordat (homonymie).
 (janvier 2013).
Si vous disposez d'ouvrages ou d'articles de référence ou si vous connaissez des sites web de qualité traitant du thème abordé ici, merci de compléter l'article en donnant les références utiles à sa vérifiabilité et en les liant à la section « Notes et références ».
Georges Kuhnholtz-Lordat (1888-1965) est un ingénieur agronome (INA Paris), docteur es sciences et membre correspondant de l'Institut. 
Professeur de botanique à l'École nationale supérieure agronomique de Montpellier (ENSAM), il y introduit le cours de génétique.
Georges Kuhnholtz-Lordat a publié les ouvrages suivants:
- Les Dunes du Golfe du Lion (thèse);
- La Terre incendiée ;
- La Genèse des appellations d'origine contrôlée (AOC).

Il est rappelé de sa retraite par le professeur Roger Heim, directeur du Muséum national d'histoire naturelle à Paris, pour fonder la chaire d'écologie et de protection de la nature et il publie son dernier livre :  L'Écran vert.
Membre de l'Académie des sciences de Montpellier, il y fit de nombreuses communications. Il est l'un des fondateurs de la Station internationale de géobotanique méditerranéenne et alpine de Montpellier.
D’après le géographe-franco-allemand Christophe Neff spécialiste de feu de forêts, - Kuhnholtz-Lordat peut être considérer comme un des pères fondateurs de la « fire-ecology »  (écologie du feu) et de la « global change ecology » (écologie des changements globaux).